# Антоново (Огарковское сельское поселение)
Антоново — деревня, в прошлом село, Огарковского сельского поселения Рыбинского района Ярославской области .
Деревня расположена на левом берегу реки Волготня. Здесь в целом в лесном и малонаселённом краю в нижнем и среднем течении реки компактно следует ряд деревень, удалённых на расстояние не более километра. Напротив Антоново река делает крутой поворот вправо, меняя направление течения с юго-западного на северо-западное. Выше Антоново по течению, на противоположном берегу стоит деревня Макарово. А ещё выше, на том же левом берегу Досугово. Ниже по течению — Волково, в которой реку Волготня пересекает автомобильная дорога Р104 на участке Рыбинск-Пошехонье .
Деревня указана, как село, на плане Генерального межевания Рыбинского уезда конца XVIII века.
На 1 января 2007 года в деревне числилось 25 постоянных жителей . Почтовое отделение, расположенное в деревне Волково, обслуживает в деревне Антоново 32 дома .